# Parque del Siglo

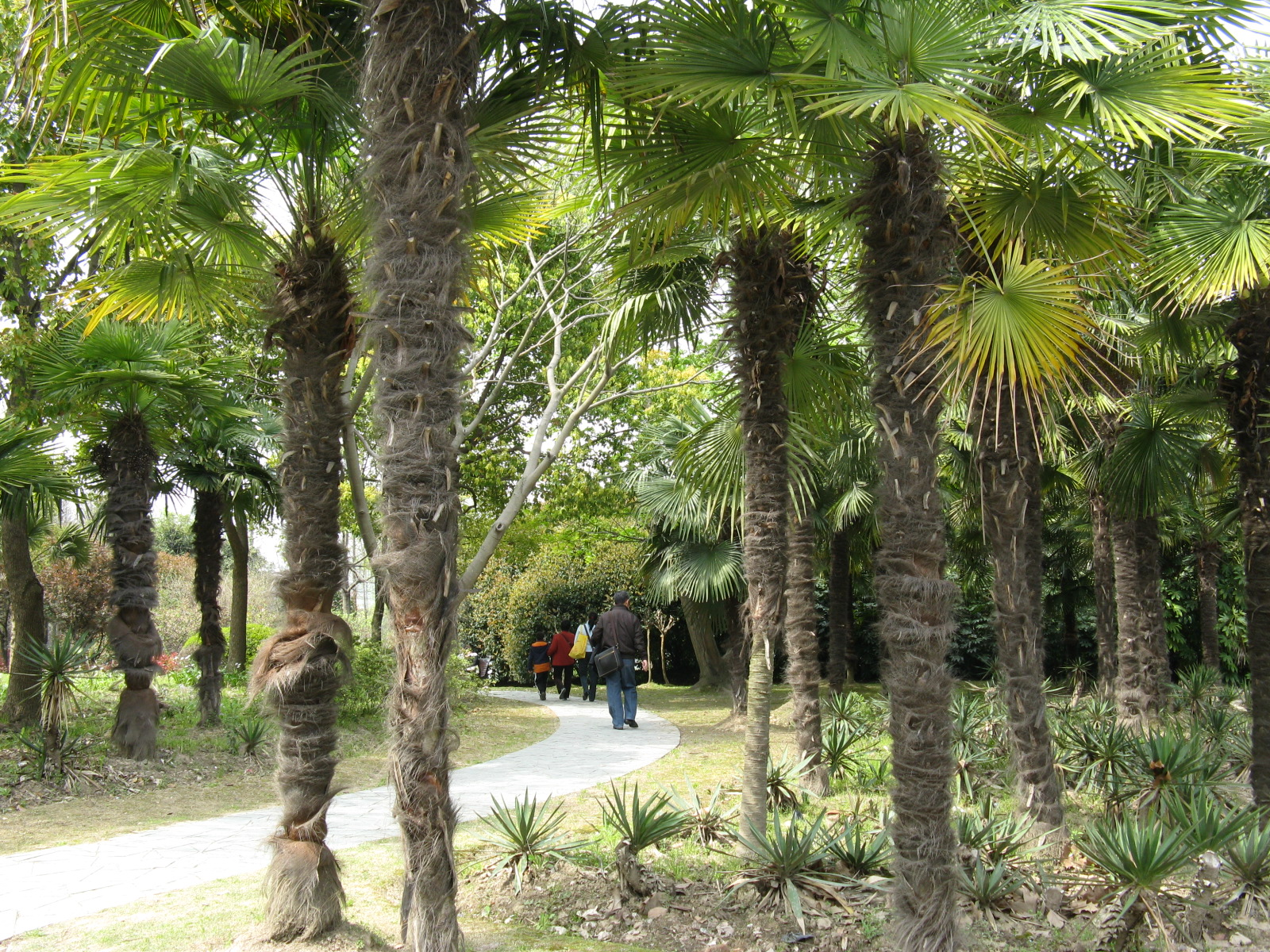

Century Park (en chino tradicional, 世紀公園; en chino simplificado, 世纪公园; pinyin, Shìjì Gōngyuán), en español Parque del Siglo, es el parque más grande de la ciudad de Shanghái. Está situado en Pudong, cerca del Museo de Ciencia y Tecnología de Shanghái. Tiene 140 ha y fue construido en el 2000.

## Descripción
El parque contiene un escenario para conciertos. Los visitantes pueden alquilar tándems o coches a pedales para desplazarse por parque. Su paisajismo combina los estilos de jardines británicos, japoneses y chinos. Algunos lugares famosos del Century Park son el Estanque de la Suerte, la Isla de los Pájaros y el Estanque de los Lotos.

## Transporte
Se puede llegar al Century Park tomando la Línea 2 del Metro de Shanghái hasta la Estación de Parque del Siglo. Está también a poca distancia de la Estación del Museo de Ciencia y Tecnología. La entrada al parque cuesta 10 yuanes, aunque los precios aumentan durante las vacaciones de la 'semana de oro'.